# Музей современного искусства (Рио-де-Жанейро)
Музей современного искусства в Рио-де-Жанейро (англ. Museum of Modern Art in Rio de Janeiro, порт. Museu de Arte Moderna do Rio de Janeiro, сокр. MAM, MAMRio) — музей в Рио-де-Жанейро, посвящённый современному искусству.

## История и деятельность
В 1948 году под председательством бразильского бизнесмена и коллекционера Раймундо де Кастро Майя были подписаны документы о создании в Рио-де-Жанейро музея современного искусства. Как культурное учреждение он начал работать в 1951 году и в следующем году был временно размещён во Дворце Гуштаву Капанемы. В декабре 1952 года городской совет утвердил предложение пожертвовать новому музею 40 000 квадратных метров земли. Собственную штаб-квартиру музей получил в 1958 году, первое выставочное помещение  было открыто в 1963 году.
Музей расположен в северо-восточной части парка Фламенго, в городском районе Centro, на берегу залива Гуанабара. Парк Фламенго был проектом городского плана развития, создан архитектором Афонсу Рейди и ландшафтным дизайнером Роберту Марксом в 1950-х — 1960-х годах.
Парк был создан на месте свалки на берегу залива, поэтому опоры колонн здания музея достигают длины 20 метров в глубину земли. Большая открытая терраса обрамлена входным фасадом главного здания и крылом музейного театра. Северный фасад имеет алюминиевые жалюзи для контроля количества естественного света, попадающего в пространство галереи; окна галереи ориентированы на север и юг. Внутренний двор музея имеет широкий спиральный элемент ската и достигает верхнего уровня с террасой на крыше, где находится ресторан и смотровая площадка с видом на залив залив Гуанабара и горные образования Рио, включая гору Пан-ди-Асукар («Сахарная голова»).

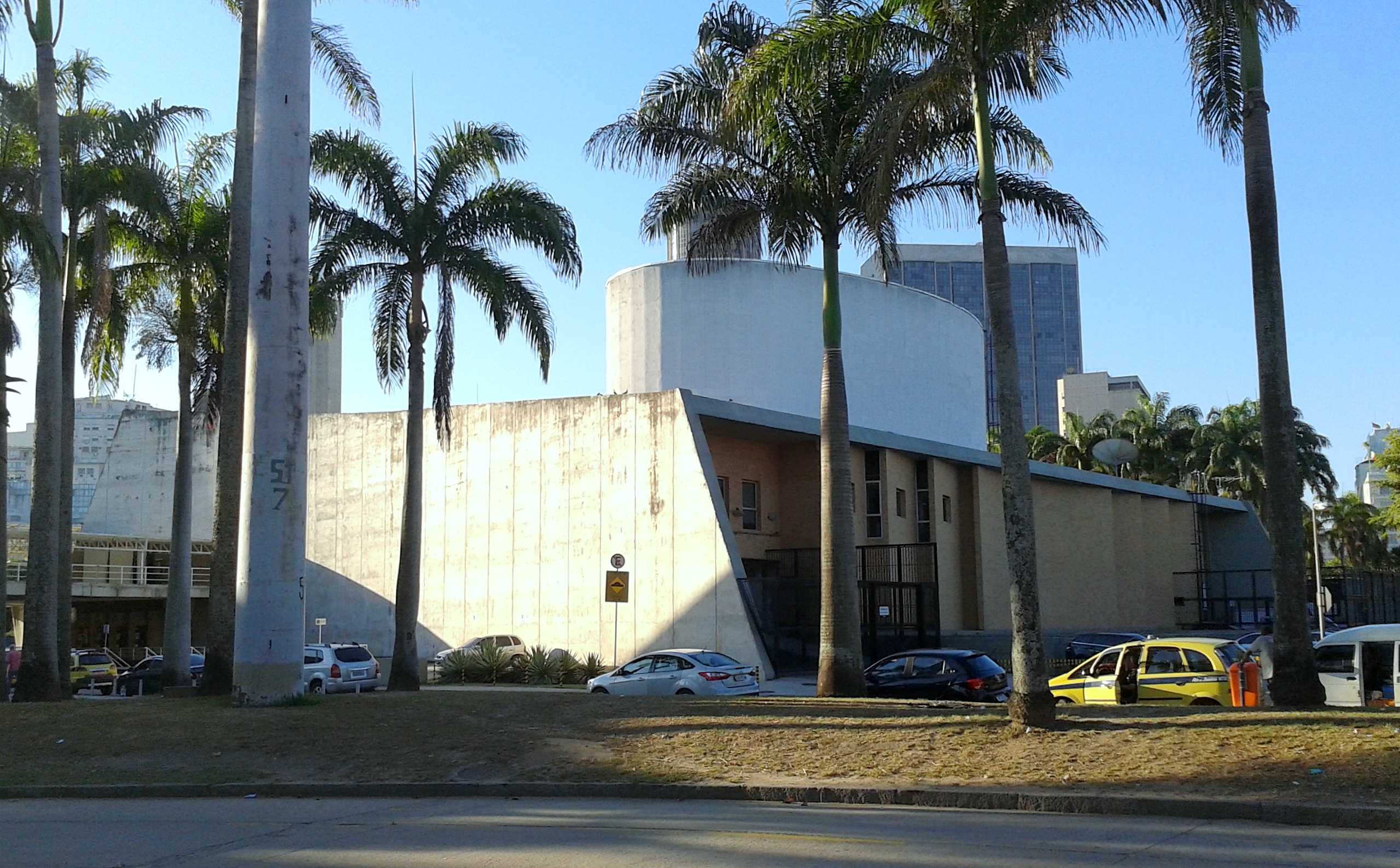
Театр музея

Музей современного искусства в Рио-де-Жанейро включает в себя: 
- выставочное пространство —  галереи для постоянной коллекции и передвижных экспозиций;
- классы искусств  с лекционными и студийными помещениями;
- театр — для проведения концертов, спектаклей, балетов, кинопоказов и конференций;
- вспомогательные помещения — хранилище, столовая, мастерские, склады и административные офисы.

Одним из основателей Экспериментального отдела музея в 1969 году был Сильдо Мейрелеш. Ряд работ из своей коллекции музею передал на условиях аренды бразильский коллекционер Жильберто Шатобриан.
8 июля 1978 года сильный пожар, вызванный неустановленной причиной, уничтожил до 90% произведений искусства музея, в том числе картины Пабло Пикассо («Cubist Head» и «Portrait of Dora Maar»), Жоана Миро («Persons in a Landscape»), Сальвадора Дали («Egg on a Plate, Without the Plate»), а также работы Макса Эрнста, Пауля Клее, Диего Риверы, Рене Магритта, Ивана Серпы, Давида Сикейроса, Манабу Мабе и других художников, а также все произведения, представленные на большой ретроспективе Хоакина Торреса Гарсия.

## Коллекция
Музей современного искусства в Рио-де-Жанейро обладает одной из самых важных коллекций современного искусства в Латинской Америке. Она состоит из произведений, имеющих три различных происхождения: собственной коллекции музея, созданной на пожертвования; работ приобретённых с помощью спонсоров, в числе которых компании Petrobrás и White Martins; а также произведений предоставленных музею на условиях займа, в которую входят, в частности, произведения из коллекции Жильберто Шатобриана.

Картины из коллекции Шатобриана